# Yu Hongqi
Yu Hongqi (2 de fevereiro de 1973) é uma ex-futebolista chinesa, que atuava como defensora, medalhista olímpica.

## Carreira
Yu Hongqi integrou o elenco da Seleção Chinesa de Futebol Feminino, nas Olimpíadas de 1996, que ficou em segundo lugar. 